# 大阪府中学校一覧
| 総数                                     | 528校・1分校     |
| 国立                                     | 3校              |
| 公立                                     | 453校・1分校     |
| 私立                                     | 72校             |
| 教育委員会所在地                         | 〒540-8571       |
| 大阪府大阪市中央区大手前2丁目 大阪府庁内 |                  |
| 公式サイト                               | 大阪府教育委員会 |

大阪府中学校一覧（おおさかふちゅうがっこういちらん）は、大阪府の中学校、中等教育学校（前期課程）および義務教育学校（後期課程）の一覧。

## 国立中学校
- 大阪教育大学附属天王寺中学校
- 大阪教育大学附属池田中学校
- 大阪教育大学附属平野中学校

## 公立中学校

### 大阪市

#### 都島区
- 大阪市立桜宮中学校
- 大阪市立高倉中学校
- 大阪市立友渕中学校
- 大阪市立都島中学校
- 大阪市立淀川中学校

#### 福島区
- 大阪市立下福島中学校
- 大阪市立野田中学校
- 大阪市立八阪中学校

#### 此花区
- 大阪市立春日出中学校
- 大阪市立此花中学校
- 大阪市立梅香中学校
- 大阪府立咲くやこの花中学校（公立中高一貫校）

#### 西区
- 大阪市立西中学校
- 大阪市立花乃井中学校
- 大阪市立堀江中学校

#### 港区
- 大阪市立市岡中学校
- 大阪市立市岡東中学校
- 大阪市立港南中学校
- 大阪市立築港中学校
- 大阪市立港中学校

#### 大正区
- 大阪市立大正北中学校
- 大阪市立大正中央中学校
- 大阪市立大正西中学校
- 大阪市立大正東中学校

#### 天王寺区
- 大阪市立高津中学校
- 大阪市立天王寺中学校
- 大阪市立夕陽丘中学校
- 大阪市立心和中学校天王寺分教室夜間学級

#### 浪速区
- 大阪市立木津中学校
- 大阪市立難波中学校
- 大阪市立日本橋中学校（小中一貫校）
- 大阪市立心和中学校（不登校特例校）
  - 大阪市立心和中学校夜間学級

#### 西淀川区
- 大阪市立歌島中学校
- 大阪市立佃中学校
- 大阪市立西淀中学校
- 大阪市立淀中学校

#### 東淀川区
- 大阪市立淡路中学校
- 大阪市立井高野中学校
- 大阪市立大桐中学校
- 大阪市立柴島中学校
- 大阪市立新東淀中学校
- 大阪市立瑞光中学校
- 大阪市立中島中学校（小中一貫校）
- 大阪市立東淀中学校

#### 東成区
- 大阪市立相生中学校
- 大阪市立玉津中学校
- 大阪市立東陽中学校
- 大阪市立本庄中学校

#### 生野区
- 大阪市立義務教育学校生野未来学園（義務教育学校）
- 大阪市立大池中学校
- 大阪市立桃谷中学校
- 大阪市立新生野中学校
- 大阪市立新巽中学校
- 大阪市立田島中学校（小中一貫校）
- 大阪市立巽中学校
- 大阪市立東生野中学校
  - 大阪市立東生野中学校夜間学級

#### 旭区
- 大阪市立今市中学校
- 大阪市立大宮中学校
- 大阪市立旭東中学校
- 大阪市立旭陽中学校

#### 城東区
- 大阪市立蒲生中学校
- 大阪市立城東中学校
- 大阪市立城陽中学校
- 大阪市立菫中学校
- 大阪市立鯰江中学校
- 大阪市立放出中学校

#### 阿倍野区
- 大阪市立阿倍野中学校
- 大阪市立昭和中学校
- 大阪市立阪南中学校
- 大阪市立文の里中学校
- 大阪市立松虫中学校

#### 住吉区
- 大阪市立我孫子中学校
- 大阪市立我孫子南中学校
- 大阪市立三稜中学校
- 大阪市立墨江丘中学校
- 大阪市立住吉中学校
- 大阪市立大領中学校
- 大阪市立東我孫子中学校
- 大阪市立大和川中学校

#### 東住吉区
- 大阪市立白鷺中学校
- 大阪市立田辺中学校
- 大阪市立中野中学校
- 大阪市立東住吉中学校
- 大阪市立矢田中学校
- 大阪市立矢田西中学校
- 大阪市立矢田南中学校（小中一貫校）

#### 西成区
- 大阪市立今宮中学校（小中一貫校）
- 大阪市立成南中学校
- 大阪市立玉出中学校
- 大阪市立鶴見橋中学校
- 大阪市立天下茶屋中学校
- 大阪市立梅南中学校

#### 淀川区
- 大阪市立十三中学校
- 大阪市立新北野中学校
- 大阪市立東三国中学校
- 大阪市立三国中学校
- 大阪市立美津島中学校
- 大阪市立宮原中学校

#### 鶴見区
- 大阪市立今津中学校
- 大阪市立茨田中学校
- 大阪市立茨田北中学校
- 大阪市立緑中学校
- 大阪市立横堤中学校

#### 住之江区
- 大阪市立加賀屋中学校
- 大阪市立新北島中学校
- 大阪市立住之江中学校
- 大阪市立住吉第一中学校
- 大阪市立南港北中学校
- 大阪市立南港南中学校（小中一貫校）
- 大阪市立真住中学校
- 大阪府立水都国際中学校（公設民営中高一貫校）

#### 平野区
- 大阪市立瓜破中学校
- 大阪市立瓜破西中学校
- 大阪市立加美中学校
- 大阪市立加美南中学校
- 大阪市立喜連中学校
- 大阪市立摂陽中学校
- 大阪市立長吉中学校
- 大阪市立長吉西中学校
- 大阪市立長吉六反中学校
- 大阪市立平野中学校
- 大阪市立平野北中学校

#### 北区
- 大阪市立大淀中学校
- 大阪市立新豊崎中学校
- 大阪市立天満中学校
  - 大阪市立天満中学校夜間学級
- 大阪市立豊崎中学校
- 大阪市立北稜中学校
- 大阪市立中之島中学校（小中一貫校）

#### 中央区
- 大阪市立上町中学校
- 大阪市立東中学校
- 大阪市立南中学校

### 堺市

#### 堺区
- 堺市立浅香山中学校
- 堺市立旭中学校
- 堺市立大浜中学校
- 堺市立月州中学校
- 堺市立殿馬場中学校
  - 堺市立殿馬場中学校夜間学級
- 堺市立三国丘中学校
- 堺市立陵西中学校

#### 中区
- 堺市立泉ヶ丘東中学校
- 堺市立八田荘中学校
- 堺市立東百舌鳥中学校
- 堺市立平井中学校
- 堺市立深井中学校
- 堺市立深井中央中学校

#### 東区
- 堺市立登美丘中学校
- 堺市立野田中学校
- 堺市立日置荘中学校
- 堺市立南八下中学校

#### 西区
- 堺市立上野芝中学校
- 堺市立鳳中学校
- 堺市立津久野中学校
- 堺市立浜寺中学校
- 堺市立浜寺南中学校
- 堺市立福泉中学校

#### 南区
- 堺市立赤坂台中学校
- 堺市立庭代台中学校
- 堺市立原山台中学校
- 堺市立晴美台中学校
- 堺市立福泉南中学校
- 堺市立美木多中学校
- 堺市立三原台中学校
- 堺市立宮山台中学校
- 堺市立若松台中学校

#### 北区
- 堺市立大泉中学校
- 堺市立金岡北中学校
- 堺市立金岡南中学校
- 堺市立五箇荘中学校
- 堺市立中百舌鳥中学校
- 堺市立長尾中学校
- 堺市立八下中学校
- 堺市立陵南中学校

#### 美原区
- 堺市立美原中学校
- 堺市立美原西中学校
- 堺市立さつき野中学校（小中一貫校）

### 岸和田市
- 岸和田市立野村中学校
- 岸和田市立土生中学校
- 岸和田市立春木中学校
- 岸和田市立久米田中学校
- 岸和田市立桜台中学校
- 岸和田市立岸城中学校
  - 岸和田市立岸城中学校夜間学級
- 岸和田市立光陽中学校
- 岸和田市立葛城中学校
- 岸和田市立北中学校
- 岸和田市立山直中学校
- 岸和田市立山滝中学校

### 豊中市
- 豊中市立第一中学校
- 豊中市立第二中学校
- 豊中市立第三中学校
- 豊中市立第四中学校
  - 豊中市立第四中学校夜間学級
- 豊中市立第五中学校
- 豊中市立第七中学校
- 豊中市立第八中学校
- 豊中市立第九中学校
- 豊中市立第十一中学校
- 豊中市立第十二中学校
- 豊中市立第十三中学校
- 豊中市立第十四中学校
- 豊中市立第十五中学校
- 豊中市立第十六中学校
- 豊中市立第十七中学校
- 豊中市立第十八中学校
- 豊中市立庄内さくら学園（義務教育学校）

### 池田市
- 池田市立池田中学校
- 池田市立石橋中学校
- 池田市立北豊島中学校
- 池田市立渋谷中学校
- 池田市立ほそごう学園（義務教育学校）

### 吹田市
- 大阪市立弘済中学校
- 吹田市立青山台中学校
- 吹田市立片山中学校
- 吹田市立佐井寺中学校
- 吹田市立千里丘中学校
- 吹田市立高野台中学校
- 吹田市立竹見台中学校
- 吹田市立第一中学校
- 吹田市立第二中学校
- 吹田市立第三中学校
- 吹田市立第五中学校
- 吹田市立第六中学校
- 吹田市立豊津中学校
- 吹田市立豊津西中学校
- 吹田市立西山田中学校
- 吹田市立古江台中学校
- 吹田市立南千里中学校
- 吹田市立山田中学校
- 吹田市立山田東中学校

### 泉大津市
- 泉大津市立小津中学校
- 泉大津市立誠風中学校
- 泉大津市立東陽中学校

### 高槻市
- 大阪市立弘済中学校分校
- 高槻市立阿武野中学校
- 高槻市立阿武山中学校
- 高槻市立川西中学校
- 高槻市立冠中学校
- 高槻市立五領中学校
- 高槻市立芝谷中学校
- 高槻市立城南中学校
- 高槻市立第一中学校
- 高槻市立第二中学校
- 高槻市立第三中学校
- 高槻市立第四中学校
- 高槻市立第六中学校
- 高槻市立第七中学校
- 高槻市立第八中学校
- 高槻市立第九中学校
- 高槻市立第十中学校
- 高槻市立如是中学校
- 高槻市立柳川中学校

### 貝塚市
- 貝塚市立第一中学校
- 貝塚市立第二中学校
- 貝塚市立第三中学校
- 貝塚市立第四中学校
- 貝塚市立二色学園（義務教育学校）

### 守口市
- 守口市立第一中学校
- 守口市立庭窪中学校
- 守口市立八雲中学校
- 守口市立梶中学校
- 守口市立大久保中学校
- 守口市立錦中学校
- 守口市立樟風中学校
- 守口市立さつき学園（義務教育学校）
  - 守口市立さつき学園夜間学級

### 枚方市
- 枚方市立第一中学校
- 枚方市立第二中学校
- 枚方市立第三中学校
- 枚方市立第四中学校
- 枚方市立津田中学校
- 枚方市立枚方中学校
- 枚方市立中宮中学校
- 枚方市立招提中学校
- 枚方市立楠葉中学校
- 枚方市立楠葉西中学校
- 枚方市立東香里中学校
- 枚方市立長尾中学校
- 枚方市立杉中学校
- 枚方市立山田中学校
- 枚方市立渚西中学校
- 枚方市立桜丘中学校
- 枚方市立蹉跎中学校
- 枚方市立招提北中学校
- 枚方市立長尾西中学校

### 茨木市
- 茨木市立太田中学校
- 茨木市立北中学校
- 茨木市立東雲中学校
- 茨木市立西陵中学校
- 茨木市立天王中学校
- 茨木市立豊川中学校
- 茨木市立西中学校
- 茨木市立東中学校
- 茨木市立平田中学校
- 茨木市立北陵中学校
- 茨木市立三島中学校
- 茨木市立南中学校
- 茨木市立養精中学校
- 茨木市立彩都西中学校

### 八尾市
- 八尾市立八尾中学校
  - 八尾市立八尾中学校夜間学級
- 八尾市立久宝寺中学校
- 八尾市立龍華中学校
- 八尾市立大正中学校
- 八尾市立成法中学校
- 八尾市立南高安中学校
- 八尾市立曙川中学校
- 八尾市立志紀中学校
- 八尾市立桂中学校
- 八尾市立上之島中学校
- 八尾市立高美中学校
- 八尾市立曙川南中学校
- 八尾市立東中学校
- 八尾市立亀井中学校
- 八尾市立高安小中学校（義務教育学校）

### 泉佐野市
- 泉佐野市立佐野中学校
  - 泉佐野市立佐野中学校夜間学級
- 泉佐野市立新池中学校
- 泉佐野市立第三中学校
- 泉佐野市立日根野中学校
- 泉佐野市立長南中学校

### 富田林市
- 富田林市立葛城中学校
- 富田林市立喜志中学校
- 富田林市立金剛中学校
- 富田林市立第一中学校
- 富田林市立第二中学校
- 富田林市立第三中学校
- 富田林市立藤陽中学校
- 富田林市立明治池中学校
- 大阪府立富田林中学校（府立中高一貫校）

### 寝屋川市
- 寝屋川市立第一中学校
- 寝屋川市立第二中学校
- 寝屋川市立第三中学校
- 寝屋川市立第五中学校
- 寝屋川市立第六中学校
- 寝屋川市立第七中学校
- 寝屋川市立第八中学校
- 寝屋川市立第九中学校
- 寝屋川市立第十中学校
- 寝屋川市立友呂岐中学校
- 寝屋川市立中木田中学校
- 寝屋川市立望が丘中学校（小中一貫校）

### 河内長野市
- 河内長野市立加賀田中学校
- 河内長野市立千代田中学校
- 河内長野市立長野中学校
- 河内長野市立南花台中学校
- 河内長野市立西中学校
- 河内長野市立東中学校
- 河内長野市立美加の台中学校

### 松原市
- 松原市立松原中学校
- 松原市立松原第二中学校
- 松原市立松原第三中学校
- 松原市立松原第四中学校
- 松原市立松原第五中学校
- 松原市立松原第六中学校
- 松原市立松原第七中学校

### 大東市
- 大東市立四条中学校
- 大東市立住道中学校
- 大東市立谷川中学校
- 大東市立大東中学校
- 大東市立南郷中学校
- 大東市立深野中学校
- 大東市立北条中学校
- 大東市立諸福中学校

### 和泉市
- 和泉市立石尾中学校
- 和泉市立和泉中学校
- 和泉市立北池田中学校
- 和泉市立光明台中学校
- 和泉市立郷荘中学校
- 和泉市立信太中学校
- 和泉市立富秋中学校
- 和泉市立南池田中学校
- 和泉市立南松尾はつが野学園（義務教育学校）
- 和泉市立槇尾学園（義務教育学校）

### 箕面市
- 箕面市立第一中学校
- 箕面市立第二中学校
- 箕面市立第三中学校
- 箕面市立第四中学校
- 箕面市立第五中学校
- 箕面市立第六中学校
- 箕面市立止々呂美中学校（小中一貫校、愛称・とどろみの森学園）
- 箕面市立彩都の丘中学校（小中一貫校、愛称・彩都の丘学園）

### 柏原市
- 大阪市立長谷川中学校
- 柏原市立柏原中学校
- 柏原市立堅上中学校
- 柏原市立堅下北中学校
- 柏原市立堅下南中学校
- 柏原市立国分中学校
- 柏原市立玉手中学校
- 柏原市立桜坂中学校（児童自立支援施設の大阪府立修徳学院敷地内）

### 羽曳野市
- 羽曳野市立河原城中学校
- 羽曳野市立誉田中学校
- 羽曳野市立高鷲中学校
- 羽曳野市立高鷲南中学校
- 羽曳野市立峰塚中学校
- 羽曳野市立はびきの埴生学園（義務教育学校）

### 門真市
- 門真市立第二中学校
- 門真市立第三中学校
- 門真市立第四中学校
- 門真市立第五中学校
- 門真市立第七中学校
- 門真市立門真はすはな中学校

### 摂津市
- 摂津市立第一中学校
- 摂津市立第二中学校
- 摂津市立第三中学校
- 摂津市立第四中学校
- 摂津市立第五中学校

### 高石市
- 高石市立高南中学校
- 高石市立高石中学校
- 高石市立取石中学校

### 藤井寺市
- 藤井寺市立藤井寺中学校
- 藤井寺市立道明寺中学校
- 藤井寺市立第三中学校

### 東大阪市
- 東大阪市立長栄中学校
- 東大阪市立新喜多中学校
- 東大阪市立金岡中学校
- 東大阪市立布施中学校
  - 東大阪市立布施中学校夜間学級
- 東大阪市立上小阪中学校
- 東大阪市立楠根中学校
- 東大阪市立意岐部中学校
  - 東大阪市立意岐部中学校夜間学級
- 東大阪市立高井田中学校
- 東大阪市立小阪中学校
- 東大阪市立長瀬中学校
- 東大阪市立盾津中学校
- 東大阪市立玉川中学校
- 東大阪市立英田中学校
- 東大阪市立花園中学校
- 東大阪市立縄手中学校
- 東大阪市立枚岡中学校
- 東大阪市立石切中学校
- 東大阪市立弥刀中学校
- 東大阪市立縄手北中学校
- 東大阪市立柏田中学校
- 東大阪市立盾津東中学校
- 東大阪市立若江中学校
- 東大阪市立孔舎衙中学校
- 東大阪市立義務教育学校池島学園（義務教育学校）
- 東大阪市立義務教育学校くすは縄手南校（義務教育学校）

### 泉南市
- 泉南市立泉南中学校
- 泉南市立信達中学校
- 泉南市立西信達中学校
- 泉南市立一丘中学校

### 四條畷市
- 四條畷市立四條畷中学校
- 四條畷市立四條畷西中学校
- 四條畷市立田原中学校

### 交野市
- 交野市立第二中学校
- 交野市立第三中学校
- 交野市立第四中学校
- 交野市立交野みらい学園

### 大阪狭山市
- 大阪狭山市立狭山中学校
- 大阪狭山市立第三中学校
- 大阪狭山市立南中学校

### 阪南市
- 阪南市立貝掛中学校
- 阪南市立鳥取中学校
- 阪南市立鳥取東中学校
- 阪南市立飯の峯中学校

### 三島郡
- 島本町立第一中学校
- 島本町立第二中学校

### 豊能郡
- 能勢町立能勢ささゆり学園（義務教育学校）
- 豊能町立東能勢中学校
- 豊能町立吉川中学校

### 泉北郡
- 忠岡町立忠岡中学校

### 泉南郡
- 熊取町立熊取中学校
- 熊取町立熊取北中学校
- 熊取町立熊取南中学校
- 岬町立岬中学校
- 田尻町立中学校

### 南河内郡
- 太子町立中学校
- 河南町立中学校
- 千早赤阪村立中学校

## 私立中学校・中等教育学校
- アサンプション国際中学校
- 上宮学園中学校
- 追手門学院中学校
- 追手門学院大手前中学校
- 大阪学芸高等学校附属中学校
- 大阪薫英女学院中学校
- 大阪国際中学校
- 大阪金剛インターナショナル中学校
- 大阪女学院中学校
- 大阪信愛学院中学校
- 大阪青凌中学校
- 大阪星光学院中学校
- 大阪体育大学浪商中学校
- 大阪桐蔭中学校
- 大谷中学校
- 開明中学校
- 関西大倉中学校
- 関西創価中学校
- 関西大学第一中学校
- 関西大学中等部
- 関西大学北陽中学校
- 関西学院千里国際中等部
- 近畿大学附属中学校
- 金蘭会中学校
- 金蘭千里中学校
- 建国中学校
- 賢明学院中学校
- 香里ヌヴェール学院中学校
- 金光大阪中学校
- 金光八尾中学校
- 堺リベラル中学校
- 四條畷学園中学校
- 四天王寺中学校
- 四天王寺東中学校
- 樟蔭中学校
- 常翔学園中学校
- 常翔啓光学園中学校
- 城南学園中学校
- 昇陽中学校
- 清教学園中学校
- 清風中学校
- 清風南海中学校
- 相愛中学校
- 高槻中学校
- 帝塚山学院中学校
- 帝塚山学院泉ヶ丘中学校
- 東海大学付属仰星高等学校中等部
- 同志社香里中学校
- 浪速中学校
- 梅花中学校
- 羽衣学園中学校
- 初芝富田林中学校
- 初芝立命館中学校
- PL学園中学校
- プール学院中学校
- 箕面自由学園中学校
- 明星中学校
- 桃山学院中学校
- 履正社中学校